# Juan Santos da Silva
Juan Santos da Silva (San Paolo, 7 marzo 2002) è un calciatore brasiliano, attaccante del Göztepe in prestito dal Southampton.

## Carriera
Cresciuto nel settore giovanile del San Paolo, debutta in prima squadra l'8 dicembre 2019 in occasione del match di Série A vinto 2-1 contro il CSA.
Il 26 luglio 2024 viene acquistato dal Southampton, salvo poi venire ceduto in prestito il 16 agosto seguente al Göztepe.

## Statistiche
Statistiche aggiornate al 9 febbraio 2025.

### Presenze e reti nei club
| Stagione         | Squadra          | Campionato       | Campionato | Campionato | Coppe nazionali | Coppe nazionali | Coppe nazionali | Coppe continentali | Coppe continentali | Coppe continentali | Altre coppe | Altre coppe | Altre coppe | Totale | Totale | Totale |
| Stagione         | Squadra          | Comp             | Pres       | Reti       | Comp            | Pres            | Reti            | Comp               | Pres               | Reti               | Comp        | Pres        | Reti        | Pres   | Reti   |        |
| ---------------- | ---------------- | ---------------- | ---------- | ---------- | --------------- | --------------- | --------------- | ------------------ | ------------------ | ------------------ | ----------- | ----------- | ----------- | ------ | ------ | ------ |
| 2019             | San Paolo        | A1/SP+A          | 0+1        | 0          | CB              | 0               | 0               |                    | -                  | -                  |             | -           | -           | 1      | 0      |        |
| 2020             | San Paolo        | A1/SP+A          | 0          | 0          | CB              | 0               | 0               | CL+CS              | 0                  | 0                  |             | -           | -           | 0      | 0      |        |
| 2021             | San Paolo        | A1/SP+A          | 0+5        | 0          | CB              | 0               | 0               | CL+CS              | 0                  | 0                  |             | -           | -           | 5      | 0      |        |
| 2022             | San Paolo        | A1/SP+A          | 5+2        | 0+1        | CB              | 1               | 0               | CS                 | 5                  | 0                  |             | -           | -           | 13     | 1      |        |
| 2023             | San Paolo        | A1/SP+A          | 4+27       | 1+1        | CB              | 5               | 0               | CS                 | 6                  | 1                  |             | -           | -           | 42     | 3      |        |
| gen.-ago. 2024   | San Paolo        | A1/SP+A          | 6+9        | 1+0        | CB              | 2               | 2               | CL                 | 3                  | 0                  | SB          | 0           | 0           | 20     | 3      |        |
| Totale San Paolo | Totale San Paolo | Totale San Paolo | 59         | 4          |                 | 8               | 2               |                    | 14                 | 1                  |             | 0           | 0           | 81     | 7      |        |
| 2024-2025        | Göztepe          | SL               | 19         | 6          | TK              | 0               | 0               |                    | -                  | -                  |             | -           | -           | 19     | 6      |        |
| Totale carriera  | Totale carriera  | Totale carriera  | 78         | 10         |                 | 8               | 2               |                    | 14                 | 1                  |             | 0           | 0           | 100    | 13     |        |

## Palmarès
- Coppa del Brasile: 1

São Paolo: 2023
- Supercoppa del Brasile: 1

São Paulo: 2024